# AGWAインターナショナルタッグ王座
AGWAインターナショナルタッグ王座（エー・ジー・ダブリュー・エー・インターナショナルタッグおうざ）は、全日本女子プロレスが管理、AGWAが認定していた王座。「AGWA」は「American Girls Wrestling Association International Championship（全米女子レスリング協会）」の略。

## 歴代王者
| 歴代   | タッグチーム                      | 戴冠回数 | 獲得日付       | 獲得場所 （対戦相手・その他）                          |
| ------ | --------------------------------- | -------- | -------------- | ------------------------------------------------------ |
| 初代   | メリー・ジェーン&ルシル・デュプレ | 1        | 1968年6月      | アメリカ 不明                                          |
| 第2代  | 柳みゆき&岡田京子                 | 1        | 1968年9月1日   | 東京                                                   |
| 第3代  | メリー・ジェーン&ルシル・デュプレ | 2        | 1968年9月9日   | 秋田                                                   |
| 第4代  | 柳みゆき&京愛子                   | 1        | 1968年9月16日  | 東京 1969年返上                                        |
| 第5代  | 岡田京子&京愛子                   | 1        | 1969年4月10日  | 広島 ケイ・ノーブル&バーバラ・オーエンズ               |
| 第6代  | マスクド・キラー&マスクド・マリー | 1        | 1969年12月8日  | 東京                                                   |
| 第7代  | 京愛子&宮本芳子                   | 1        | 1970年1月30日  | 東京                                                   |
| 第8代  | マスクド・キラー&マスクド・マリー | 2        | 1970年4月4日   | 藤沢                                                   |
| 第9代  | 京愛子&宮本芳子                   | 2        | 1970年5月30日  | 川崎                                                   |
| 第10代 | マスクド・キラー&マスクド・マリー | 3        | 1970年6月30日  | 川崎                                                   |
| 第11代 | 京愛子&宮本芳子                   | 3        | 1970年7月8日   | 相模原                                                 |
| 第12代 | マスクド・キラー&マスクド・リー   | 1        | 1970年7月25日  | 狭山                                                   |
| 第13代 | 宮本芳子&星野美代子               | 1        | 1970年7月26日  | 府中                                                   |
| 第14代 | マスクド・キラー&マスクド・リー   | 2        | 1970年8月3日   | 姫路                                                   |
| 第15代 | 京愛子&星野美代子                 | 1        | 1970年8月9日   | 調布                                                   |
| 第16代 | マスクド・キラー&マスクド・リー   | 3        | 1970年9月12日  | 上福岡                                                 |
| 第17代 | 京愛子&星野美代子                 | 2        | 1970年9月27日  | 川崎 1970年返上                                        |
| 第18代 | マスクド・キラー&マリー・バグノン | 1        | 1970年10月5日  | 不明 京愛子&ジャンボ宮本                               |
| 第19代 | 京愛子&ジャンボ宮本               | 4        | 1970年10月13日 | 横浜                                                   |
| 第20代 | マスクド・キラー&マスクド・リー   | 4        | 1971年2月20日  | 秩父                                                   |
| 第21代 | ジャンボ宮本&星野美代子           | 2        | 1971年2月27日  | 茂原                                                   |
| 第22代 | マスクド・キラー&イルマ・アセベド | 1        | 1971年3月6日   | 東京                                                   |
| 第23代 | ジャンボ宮本&マキシ村田           | 1        | 1971年2月27日  | 横浜                                                   |
| 第24代 | マスクド・キラー&マスクド・リー   | 5        | 1971年6月12日  | 白河                                                   |
| 第25代 | 京愛子&ジャンボ宮本               | 5        | 1971年6月20日  | 取手 1971年6月30日にWWWA世界タッグ王座を創設のため封印 |